# Diocesi di Siedlce

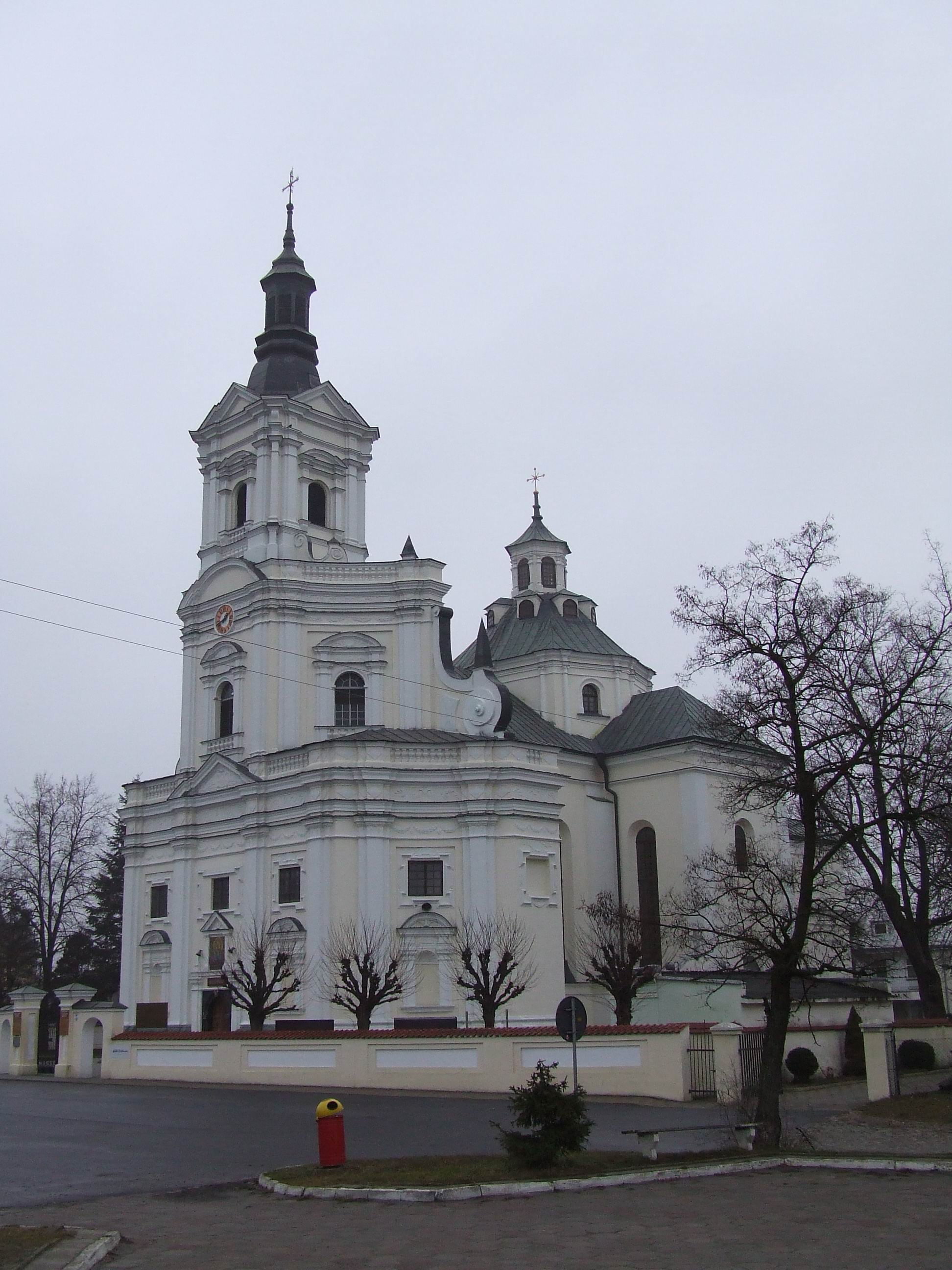
Il santuario mariano di Kodeń

La diocesi di Siedlce (in latino Dioecesis Siedlecensis) è una sede della Chiesa cattolica in Polonia suffraganea dell'arcidiocesi di Lublino. Nel 2022 contava 693.204 battezzati su  703.268 abitanti. È retta dal vescovo Kazimierz Gurda.

## Territorio
La diocesi comprende la parte orientale del Voivodato della Masovia e la parte settentrionale del voivodato di Lublino.
Sede vescovile è la città di Siedlce, dove si trova la cattedrale dell'Immacolata Concezione di Maria Vergine. In diocesi sorgono anche la basilica ex cattedrale della Santissima Trinità a Janów Podlaski, e altre 3 basiliche minori: la basilica di Sant'Anna a Kodeń, la basilica di San Giovanni Battista a Parczew e la basilica dei Santi Pietro e Paolo a Leśna Podlaska.
Il territorio è suddiviso in 25 decanati e in 249 parrocchie.

## Storia
La diocesi di Janów o Podlachia fu eretta il 30 giugno 1818 da papa Pio VII con la bolla Ex imposita nobis, ricavandone il territorio dalla diocesi di Lublino (oggi arcidiocesi), che era stata eretta nel 1805. La nuova diocesi comprendeva il territorio del voivodato della Podlachia, uno degli 8 voivodati, in cui era suddiviso il Regno del Congresso. Fu scelta come sede della diocesi la città di Janów Podlaski, e non Siedlce, capitale del voivodato, perché Janów era stata nel Settecento la sede dei vescovi di Luc'k e nella città già funzionava un seminario.
La diocesi comprendeva 117 parrocchie. Fino al 1805, di queste parrocchie 53 appartenevano alla diocesi di Luc'k, 22 alla diocesi di Poznań, 37 alla diocesi di Cracovia, 3 alla diocesi di Płock e 4 alla diocesi di Chełm.
Il vescovo Jan Marceli Gutkowski fu considerato dalle autorità russe un nemico degli zar. Fu chiesto alla Santa Sede di rimuovere il vescovo dalla sua diocesi, ma la Santa Sede non volle acconsentire alla richiesta del governo russo e si limitò a consigliare al vescovo prudenza nella corrispondenza. Allora Nicola I ordinò l'arresto del vescovo, che avvenne la notte tra il 28 e il 29 aprile 1840 e fu deportato nel governatorato di Mogilëv. Fu informata la Santa Sede, che protestò due volte. Seguirono lunghe trattative tra la Curia romana e il governo russo, al termine delle quali papa Gregorio XVI indirizzò al vescovo un breve in cui consigliò al vescovo di dimettersi per il bene della diocesi, che non poteva più governare. Il vescovo volle accettare il consiglio del papa e il 19 novembre 1842 rinunciò alla diocesi. Fu rilasciato e dal 1843 visse in esilio a Leopoli, mentre la sede di Janów rimase vacante fino al 1856.
Il 22 maggio 1867 la diocesi fu soppressa dallo zar Alessandro II e il suo territorio fu aggregato alla diocesi di Lublino. La soppressione non fu mai riconosciuta dalla Santa Sede: gli accordi del 24 dicembre 1882 stabilirono che la diocesi di Janów o Podlachia fosse data in amministrazione ai vescovi di Lublino.
Appena terminata la prima guerra mondiale, Roma si affrettò a nominare un nuovo vescovo per la sede di Janów, il 24 settembre 1918. La sede è stata traslata da Janów a Siedlce da papa Pio XI con il breve Pro recto et utili del 25 gennaio 1924 e il 28 ottobre 1925 ha assunto il nome attuale in forza della bolla Vixdum Poloniae unitas del medesimo papa.
Negli anni venti e trenta il vescovo Henryk Ignacy Przeździecki intraprese un'iniziativa per la conversione degli ortodossi al cattolicesimo, approfittando di favorevoli circostanze politiche e della crisi della Chiesa ortodossa in Polonia. Con l'appoggio iniziale del nunzio apostolico in Polonia Achille Ratti (il futuro papa Pio XI) e la collaborazione dei gesuiti di rito bizantino, seguendo l'istruzione Zelum amplitudinis riuscì ad avere già nel 1927 14 parrocchie di rito bizantino-slavo. Nel 1931 la Santa Sede nominò il vescovo ucraino Mykola Čarnec'kyj come ordinario per i fedeli di rito bizantino-slavo (detti neouniati), ma i contrasti sorti sulla base del concordato con la Polonia gli permisero di esercitare solo l'incarico di visitatore apostolico. Durante la Seconda guerra mondiale molte parrocchie neouniate furono soppresse o fecero ritorno alla Chiesa ortodossa. Nel 1947 rimanevano in tutto il territorio polacco quattro parrocchie, che scomparvero negli anni seguenti a causa del trasferimento forzato degli abitanti, ad eccezione della parrocchia di Kostomłoty.
Il 25 marzo 1992, nell'ambito della riorganizzazione delle diocesi polacche voluta da papa Giovanni Paolo II con la bolla Totus tuus Poloniae populus, ha ceduto una porzione di territorio a vantaggio della diocesi di Drohiczyn e contestualmente è divenuta suffraganea dell'arcidiocesi di Lublino.
Nel 2007 al vescovo di Siedlce sono stati affidati anche i fedeli della Chiesa cattolica di rito bizantino-slavo in Polonia, con giurisdizione sulla parrocchia di Kostomłoty, unica parrocchia neouniate rimasta in Polonia.

## Cronotassi dei vescovi
Si omettono i periodi di sede vacante non superiori ai 2 anni o non storicamente accertati.
- Feliks Łukasz Lewiński † (29 marzo 1819 - 5 aprile 1825 deceduto)
- Jan Marceli Gutkowski † (3 luglio 1826 - 19 maggio 1842 dimesso[10])
  - Sede vacante (1842-1856)
- Piotr Paweł Beniamin Szymański † (18 settembre 1856 - 15 gennaio 1868 deceduto)
  - Sede vacante (1868-1918)
- Henryk Ignacy Przeździecki † (24 settembre 1918 - 9 maggio 1939 deceduto)
  - Sede vacante (1939-1946)
- Ignacy Swirski † (12 aprile 1946 - 25 marzo 1968 deceduto)
- Jan Mazur † (24 ottobre 1968 - 25 marzo 1996 ritirato)
- Jan Wiktor Nowak † (25 marzo 1996 - 25 marzo 2002 deceduto)
- Zbigniew Kiernikowski (28 marzo 2002 - 16 aprile 2014 nominato vescovo di Legnica)
- Kazimierz Gurda, dal 16 aprile 2014

## Statistiche
La diocesi nel 2022 su una popolazione di 703.268 persone contava 693.204 battezzati, corrispondenti al 98,6% del totale.
| anno | popolazione | popolazione | popolazione | presbiteri | presbiteri | presbiteri | presbiteri                | diaconi | religiosi | religiosi | parrocchie |
| anno | battezzati  | totale      | %           | numero     | secolari   | regolari   | battezzati per presbitero | diaconi | uomini    | donne     | parrocchie |
| ---- | ----------- | ----------- | ----------- | ---------- | ---------- | ---------- | ------------------------- | ------- | --------- | --------- | ---------- |
| 1950 | 738.268     | 784.300     | 94,1        | 355        | 328        | 27         | 2.079                     |         | 49        | 306       | 246        |
| 1970 | ?           | 771.940     | ?           | 512        | 473        | 39         | ?                         |         | 77        | 495       | 242        |
| 1980 | 816.482     | 886.282     | 92,1        | 492        | 447        | 45         | 1.659                     |         | 63        | 486       | 244        |
| 1990 | 857.194     | 881.237     | 97,3        | 550        | 503        | 47         | 1.558                     |         | 65        | 440       | 265        |
| 1999 | 726.947     | 743.721     | 97,7        | 595        | 540        | 55         | 1.221                     |         | 77        | 347       | 241        |
| 2000 | 736.904     | 757.152     | 97,3        | 607        | 555        | 52         | 1.214                     |         | 74        | 374       | 242        |
| 2001 | 742.809     | 756.562     | 98,2        | 623        | 565        | 58         | 1.192                     |         | 80        | 383       | 243        |
| 2002 | 737.367     | 751.555     | 98,1        | 632        | 576        | 56         | 1.166                     |         | 79        | 377       | 243        |
| 2003 | 739.699     | 751.127     | 98,5        | 638        | 582        | 56         | 1.159                     |         | 85        | 355       | 243        |
| 2004 | 741.185     | 752.692     | 98,5        | 611        | 550        | 61         | 1.213                     |         | 75        | 337       | 242        |
| 2010 | 724.675     | 736.014     | 98,5        | 658        | 592        | 66         | 1.101                     |         | 86        | 300       | 244        |
| 2014 | 714.630     | 726.100     | 98,4        | 660        | 593        | 67         | 1.082                     |         | 87        | 299       | 245        |
| 2017 | 707.100     | 716.300     | 98,7        | 668        | 594        | 74         | 1.058                     |         | 92        | 297       | 247        |
| 2020 | 695.940     | 705.250     | 98,7        | 681        | 604        | 77         | 1.021                     |         | 93        | 284       | 249        |
| 2022 | 693.204     | 703.268     | 98,6        | 672        | 602        | 70         | 1.031                     |         | 87        | 273       | 249        |

## Galleria d'immagini

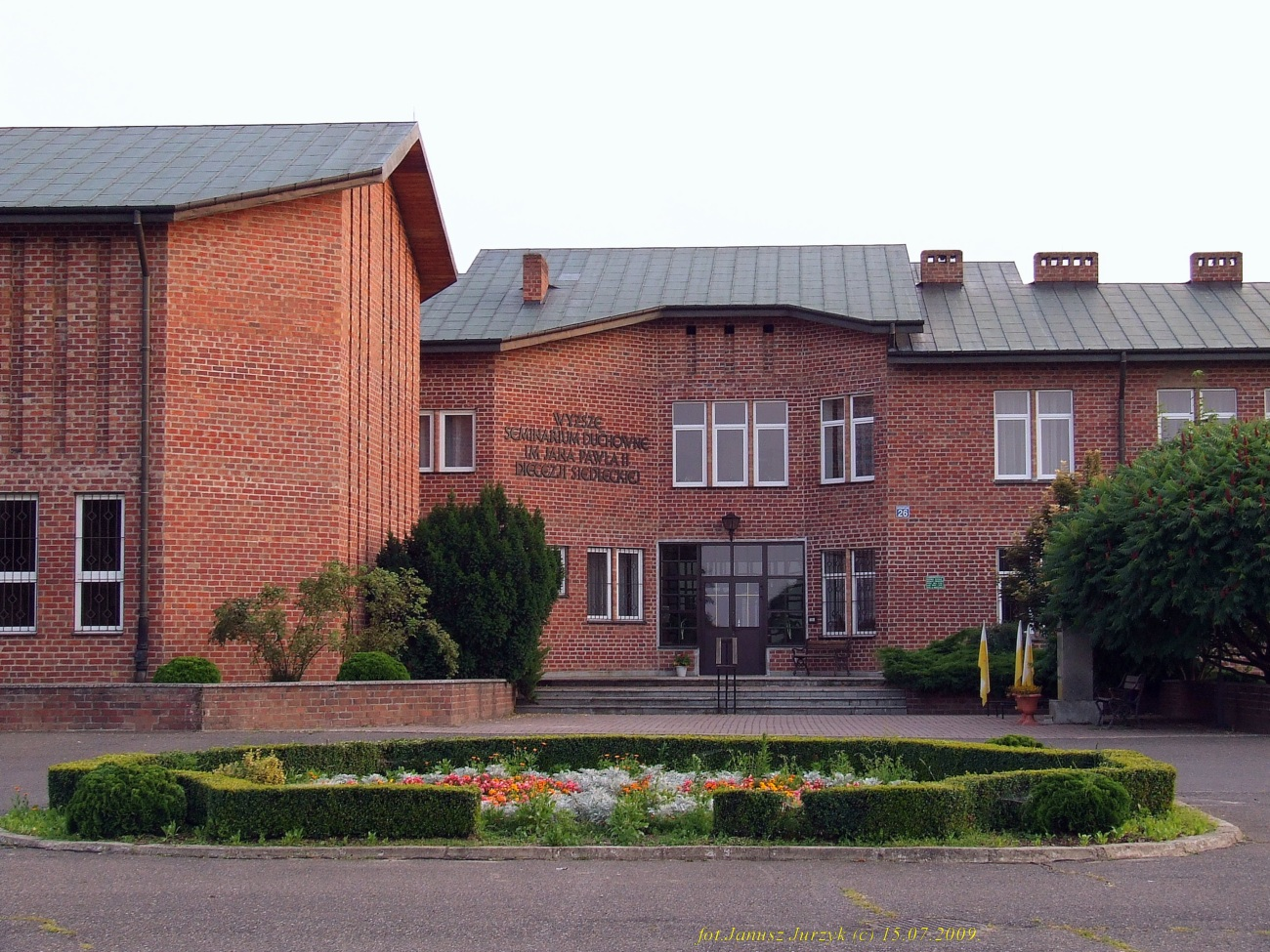
Il seminario dicoesano
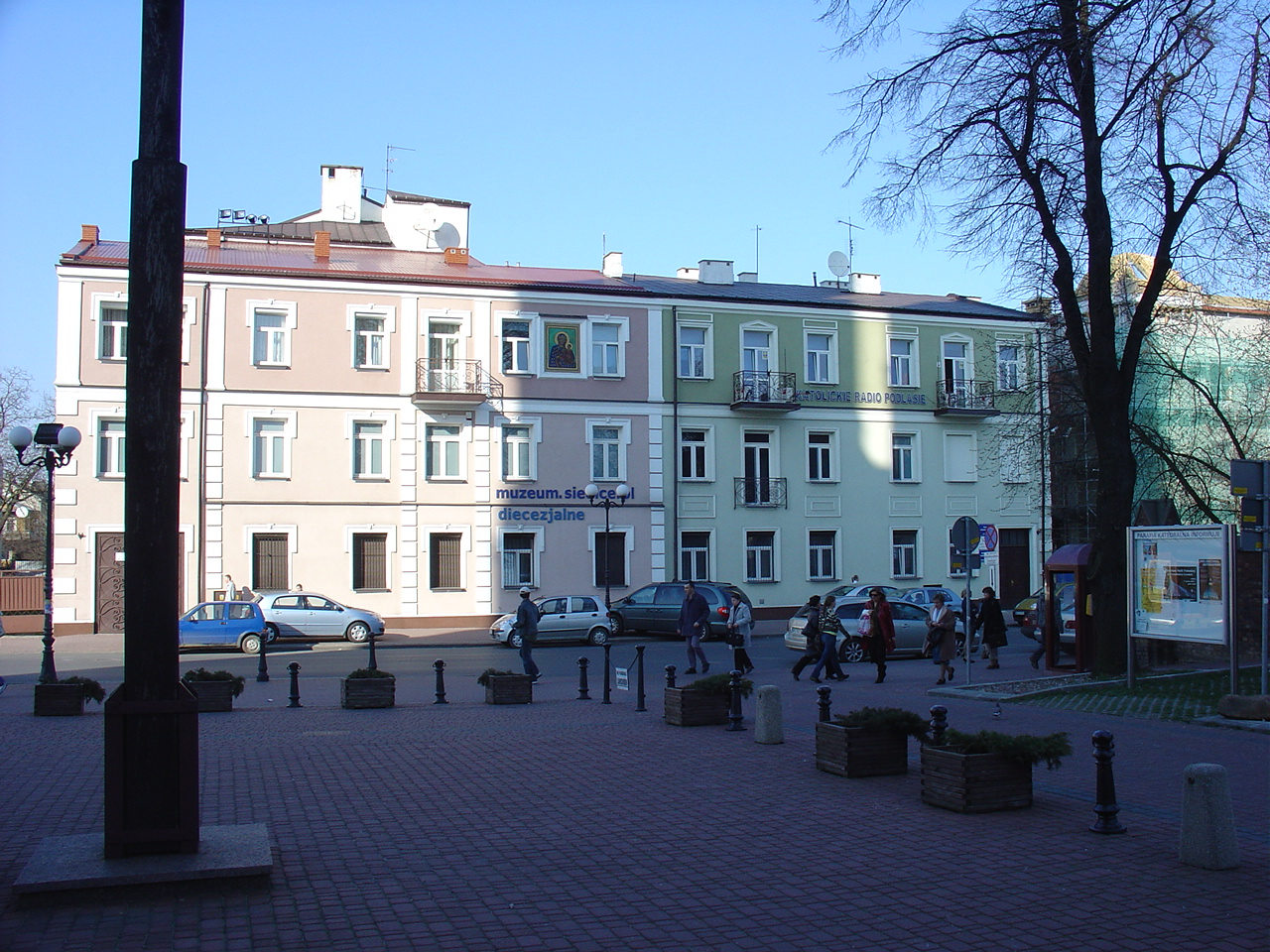
La sede del museo diocesano
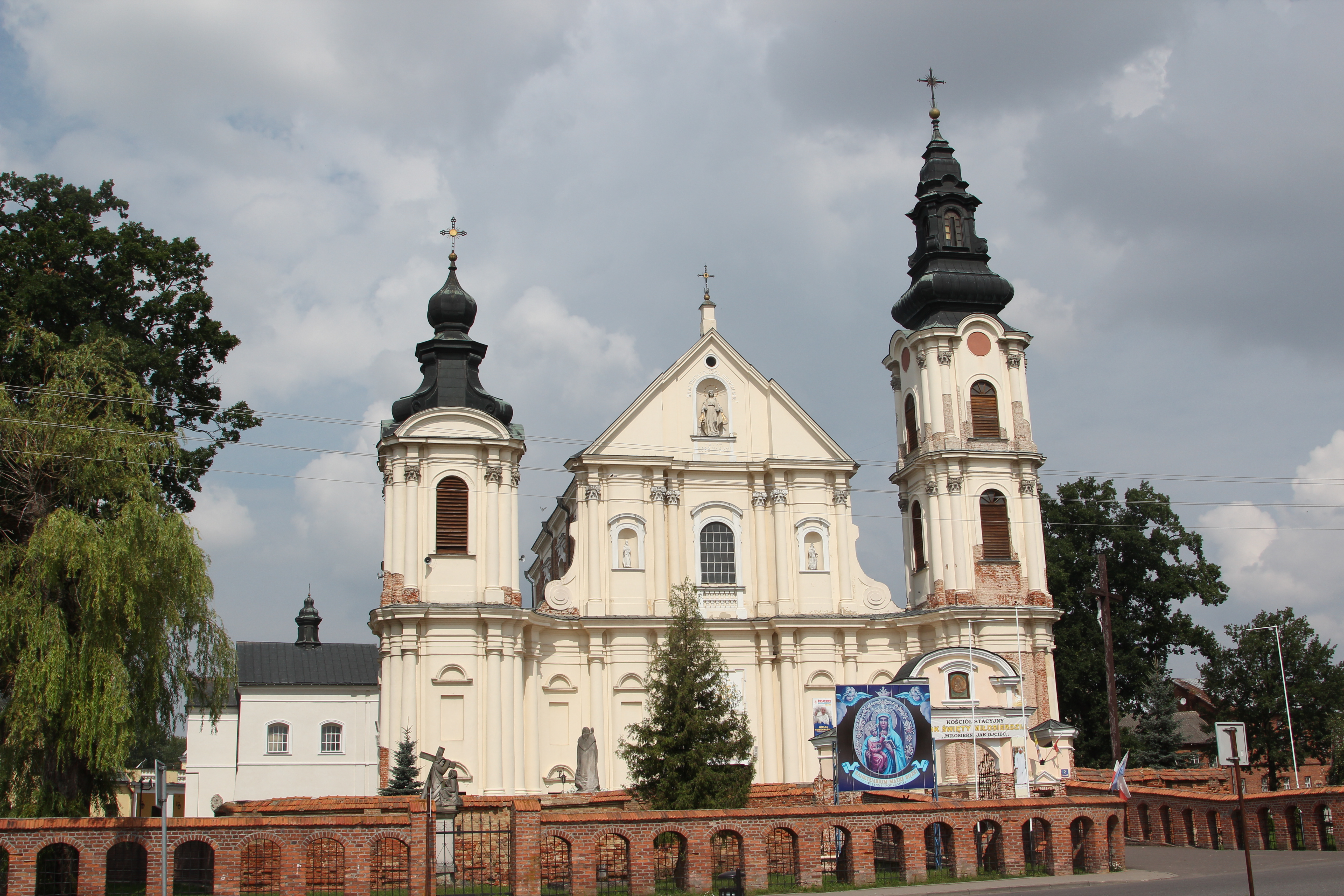
La basilica minore dei Santi Pietro e Paolo a Leśna Podlaska
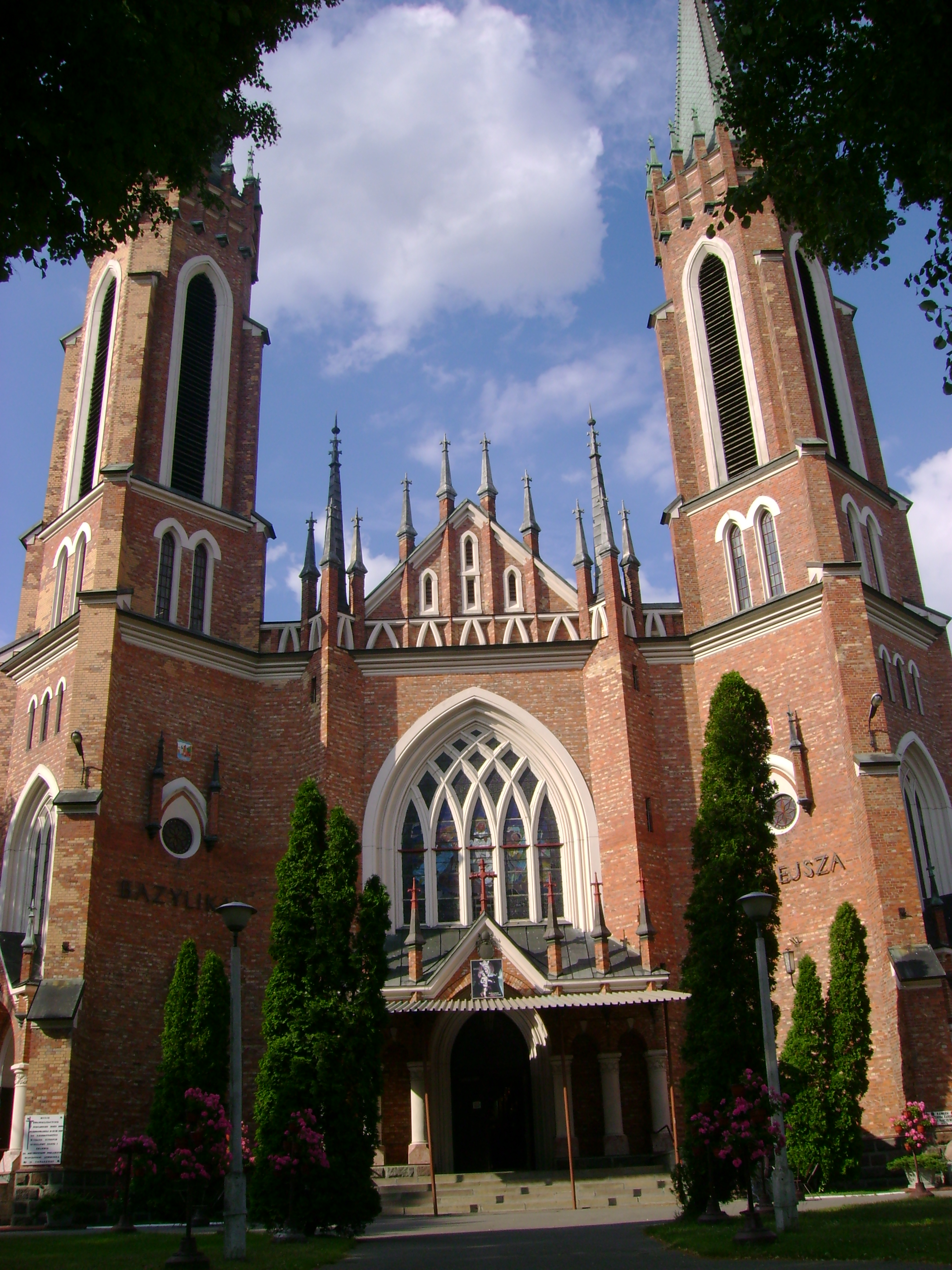
La basilica di San Giovanni Battista a Parczew
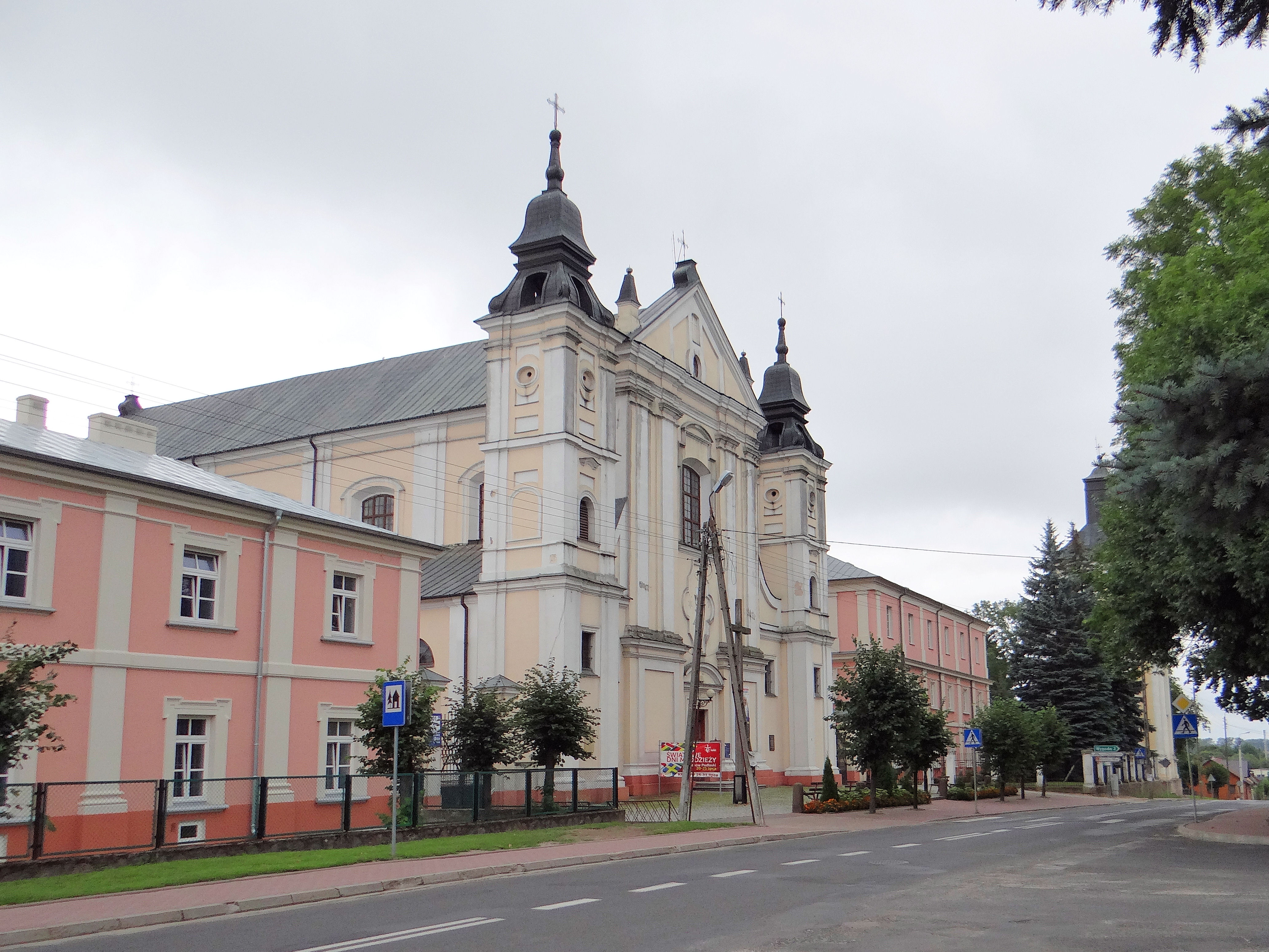
La basilica collegiata della Santissima Trinità a Janów Podlaski